# Réduit breton
Le réduit breton est un projet politique et militaire durant la bataille de France, sur le territoire de la Bretagne. Ce projet de concentration des forces combattantes et du gouvernement de la France en Bretagne a pour objectif d'être un dernier retranchement et de faciliter une éventuelle fuite par la mer. 
Étudié dans l'urgence entre les 12 et 15 juin 1940, le dispositif commence à être mis en place par quelques réquisitions. Souffrant de nombreuses lacunes liées à la guerre, il est définitivement abandonné par la signature de l'armistice le 22 juin 1940.

## L'idée

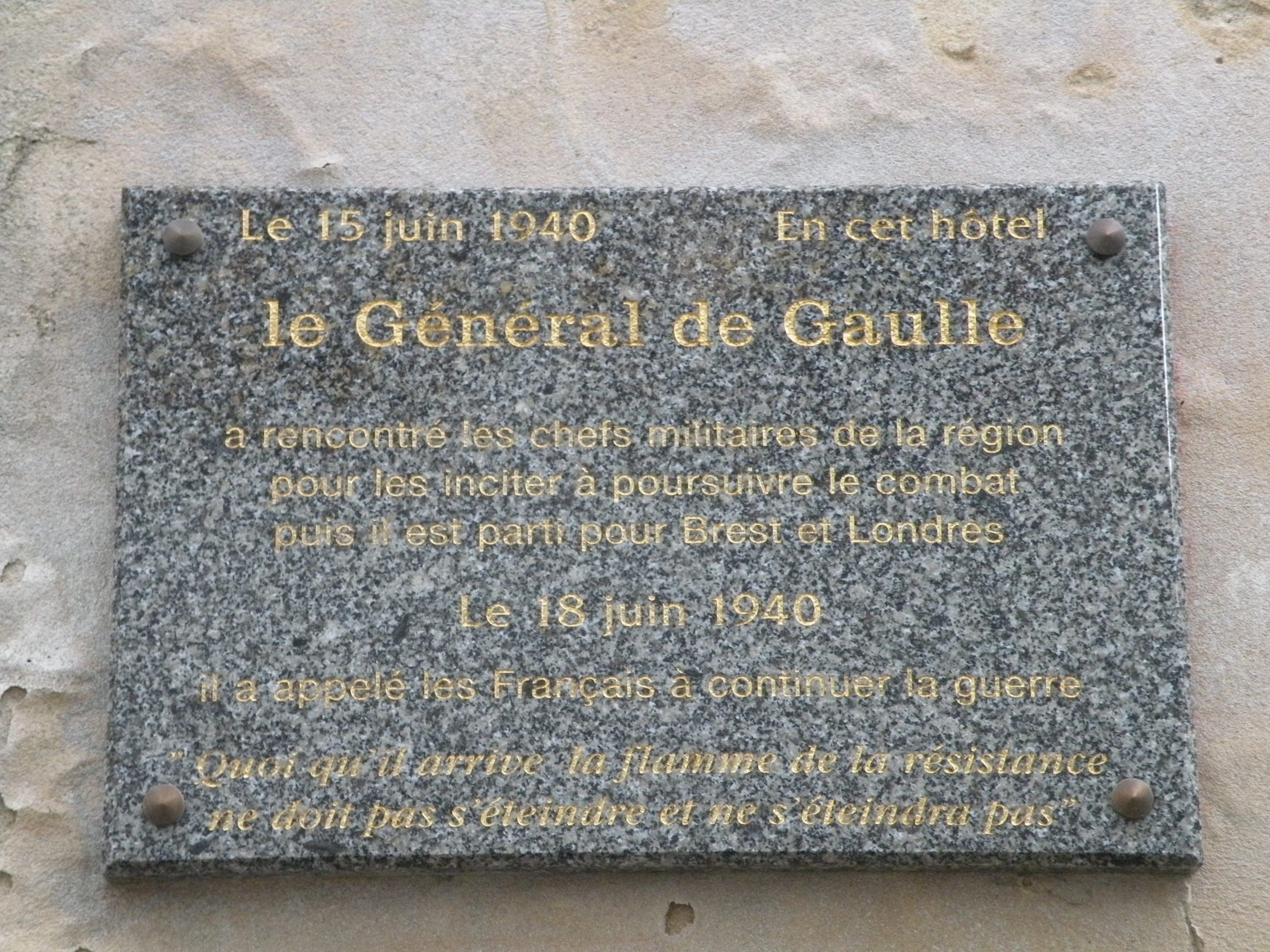
Plaque commémorant le passage de Charles de Gaulle le 10 juin 1940 dans l’hôtel de Boisgeffroi, 10 et 12 rue de Corbin à Rennes.

Pour permettre de continuer la lutte sur le territoire français, Paul Reynaud envisage la création d'un réduit breton : la forme de péninsule qu'a la Bretagne facilite sa défense. En outre, il comprend plusieurs ports : Brest, un des plus grands ports militaires, ainsi que Saint-Malo et Lorient. Pour Charles de Gaulle, ces ports permettraient également de faciliter la fuite vers l'Angleterre face à l'avancée allemande. Il se trouve que le général commandant la 11e région militaire était le général Charles Griveaud qui avait fait toute sa carrière dans le Génie et suivi la construction de la ligne Maginot de sa création sur le papier, à sa mise en œuvre, jusqu'à devenir l'inspecteur général du Génie. Mais celui-ci a très mal pris cette idée pour son côté fantaisiste.[réf. nécessaire]
L'étude de cette option, jugée irréaliste par Maxime Weygand et Philippe Pétain mais ayant les faveurs de Winston Churchill, est confiée à Charles de Gaulle, sous-secrétaire d'État à la Guerre et à André Borie, président du syndicat national des entrepreneurs de travaux publics. De Gaulle se rend les 12 et 15 juin 1940 à Rennes, à l'hôtel de Boisgeoffroi, pour en étudier la mise en place. Celui-ci voit dans le réduit breton l'occasion de « disparaître en beauté, comme la Finlande ».
La mise en place de la ligne de défense signifierait un travail colossal, avec le creusement de fossés défensifs et la réalisation d'ouvrages défensifs sur 180 kilomètres, qui nécessiteraient quelques mois de travaux et une estimation à 200 000 hommes pour être effectifs.
D'autres facteurs font que le réduit breton ne se fait pas : la rapide avancée des Allemands, la désorganisation des troupes, l'afflux de réfugiés (estimés à 1,2 million en Bretagne), plusieurs bombardements et l'absence de défenses naturelles. Enfin, le choix d'un repli vers la Bretagne ne semble guère cohérent comparativement à la défense naturelle qu'offre déjà la Loire et le Massif central au sud-ouest du pays (d'où le déplacement du gouvernement à Tours puis Bordeaux dans un premier temps), avec toujours l'option de traverser la Méditerranée pour se réfugier en Algérie française dans le pire des cas. La vraie question résidait dans le maintien de la combativité du pays.[réf. nécessaire]
Or l'armistice, envisagé par certains membres du gouvernement dès le 13 juin, est signé quelques jours plus tard.

## Aménagements envisagés

### Ligne de défense
La ligne de défense envisagée passe par le Couesnon au nord, puis les villes de Saint-Aubin-du-Cormier, Châteaubourg, Janzé, Bain-de-Bretagne et Redon pour se terminer au sud par le cours de la Vilaine.
Une seconde ligne de défense est envisagée.
La défense du réduit est confiée au général Robert Altmayer. La défense serait effectuée par des soldats français, anglais et polonais.

### Quimper comme capitale provisoire
Quimper deviendrait la capitale provisoire. Des réquisitions d'habitations et de lieux y sont d'ailleurs effectuées par le préfet Alexandre Angeli afin d'héberger le gouvernement.
| Lieu               | Organe gouvernemental             |
| ------------------ | --------------------------------- |
| Préfecture         | Présidence du Conseil             |
| Théâtre            | Sénat                             |
| Cinéma Odet-Palace | Chambre des députés               |
| Hôtel l'Épée       | Ministère des Affaires étrangères |

Gwenn-Aël Bolloré témoigne que la villa qu'il habite est réquisitionnée pour loger la présidence de la République.